# Vareuptychia themis
Vareuptychia themis är en fjärilsart som beskrevs av Butler 1867. Vareuptychia themis ingår i släktet Vareuptychia och familjen praktfjärilar. Inga underarter finns listade i Catalogue of Life.